# Органди

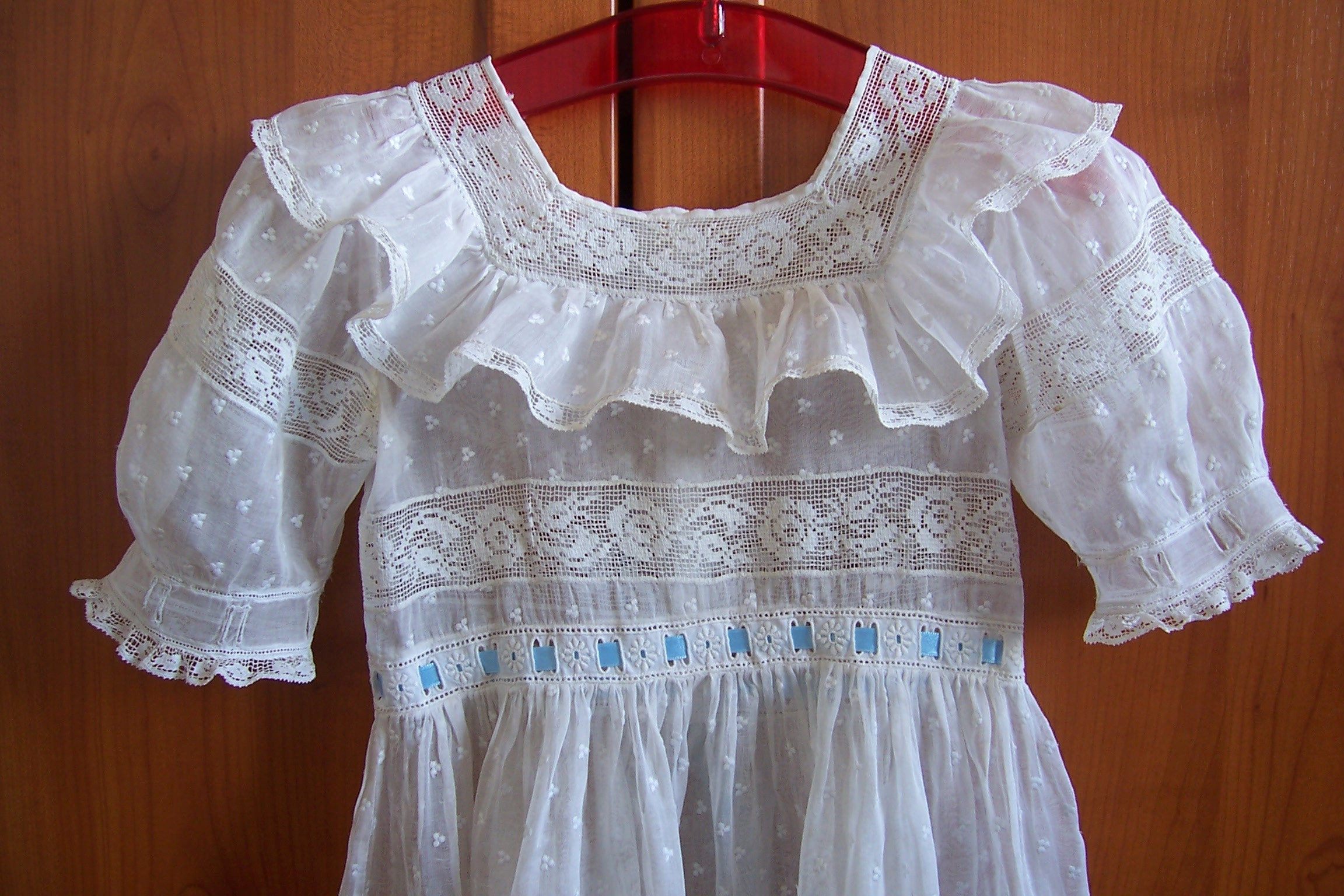
Платье сшитое из органди

Органди — разновидность лёгких полупрозрачных тканей, похожих на тонкую кисею или маркизет из самых тонких сортов вискозного шёлка повышенной крутки. Такая текстура материала требует крайне осторожного обращения при шитье и сразу нуждается в обмётывании краёв готового изделия.
Как правило, органди выпускается в отбелённом виде, полосами шириной 88 см и используется для отделочных работ или изготовления лёгких блузок и нарядных детских платьев. Процессы стирки и очистки совпадают с таковыми для изделий из искусственного шёлка, они должны исключать интенсивное трение и выкручивание во избежание раздвижения нитей по швам. Гладильные процедуры рекомендуется осуществлять не слишком горячим утюгом.